# Condado de Drač
El condado de Drač (en serbio: Драчки округ, romanizado: Drački okrug) fue uno de los condados del Reino de Serbia establecido el 29 de noviembre de 1912 en la parte del territorio de Albania arrebatado al Imperio Otomano durante la Primera Guerra de los Balcanes. El condado de Drač tenía cuatro distritos: Drač (Durrës), Lješ (Lezhë), Elbasan y Tirana. El ejército serbio se retiró de Durrës en abril de 1913.
El objetivo más importante de Serbia en las Guerras de los Balcanes era el acceso al mar abierto.